# Auximella spinosa
Auximella spinosa is een spinnensoort uit de familie Macrobunidae. De wetenschappelijke naam van de soort werd voor het eerst geldig gepubliceerd in 1926 door Cândido Firmino de Mello-Leitão.